# Loglan
Loglan – język sztuczny stworzony w 1955 przez doktora Jamesa Cooke'a Browna. Powstał jako próba udowodnienia hipotezy Sapira-Whorfa, głoszącej, że język wpływa w pewnym stopniu na sposób myślenia.